# ماسانوبو إندو (ملحن)
ماسانوبو إندو (باليابانية: 遠藤雅伸؛ بالكانا: えんどう まさのぶ) هو ملحن وشخصية أعمال ياباني، ولد في 2 فبراير 1953 في طوكيو في اليابان.

## وصلات خارجية
- ماسانوبو إندو على موقع IMDb (الإنجليزية)
- ماسانوبو إندو على موقع ميوزك برينز (الإنجليزية)